# Юрицина, Варвара Дмитриевна
Варвара Дмитриевна Юрицина (1926-2006) — сельскохозяйственный деятель, Герой Социалистического Труда (1948).

## Биография
Варвара Юрицина родилась 4 октября 1926 года в селе Знаменка (ныне — Целинский район Ростовской области).
С 1941 года работала на шахте № 15-16 треста «Гуковуголь». Осенью 1945 года вернулась на родину.
С 1946 года Юрицина была звеньевой колхоза «Красный маяк» в Знаменке. Под её руководством звено добилось больших успехов, в 1947 году собрав по 30,16 центнеров зерна с каждого из 18 гектаров.
Указом Президиума Верховного Совета СССР от 25 февраля 1948 года Варвара Юрицина была удостоена высокого звания Героя Социалистического Труда с вручением ордена Ленина и медали «Серп и Молот».
Умерла в 2006 году.
Была также награждена рядом медалей.